# Maddysten
Maddysten er et dansk mad-program hvor 8 familier konkurrerer i madlavning.

## Sæson 1 (2019)
1. sæson havde premiere på DR1 13. marts 2019.

1. Premiere
2. Italiensk
3. Fast food
4. Vegetarisk
5. Asiatisk
6. Gammeldags dansk mad
7. Dommernes favoritter
8. Finale

## Sæson 2 (2020)
2. sæson havde premiere på DR1 4. marts 2020.

1. Premiere
2. Mexicansk
3. Alt godt fra havet
4. Mad 'to go'
5. Bæredygtig mad
6. Natur
7. Dommernes favoritter
8. Finale